# Kula, Manisa
Kula là một huyện thuộc tỉnh Manisa, Thổ Nhĩ Kỳ. Huyện có diện tích 918 km² và dân số thời điểm năm 2007 là 48034 người, mật độ 52 người/km².